# Nowozełene
Nowozełene (ukr. Новозелене) – wieś na Ukrainie, w obwodzie żytomierskim, w rejonie nowogrodzkim. W 2001 roku liczyła 160 mieszkańców.